# Villiers-sous-Mortagne
Villiers-sous-Mortagne és un municipi francès situat al departament de l'Orne i a la regió de Normandia. L'any 2007 tenia 324 habitants.

## Demografia

### Població
El 2007 la població de fet de Villiers-sous-Mortagne era de 324 persones. Hi havia 120 famílies de les quals 16 eren unipersonals (8 homes vivint sols i 8 dones vivint soles), 58 parelles sense fills i 46 parelles amb fills.
La població ha evolucionat segons el següent gràfic:
Habitants censats

### Habitatges
El 2007 hi havia 159 habitatges, 126 eren l'habitatge principal de la família, 23 eren segones residències i 9 estaven desocupats. Tots els 159 habitatges eren cases. Dels 126 habitatges principals, 101 estaven ocupats pels seus propietaris, 23 estaven llogats i ocupats pels llogaters i 2 estaven cedits a títol gratuït; 3 tenien dues cambres, 26 en tenien tres, 27 en tenien quatre i 70 en tenien cinc o més. 122 habitatges disposaven pel capbaix d'una plaça de pàrquing. A 66 habitatges hi havia un automòbil i a 55 n'hi havia dos o més.

### Piràmide de població
La piràmide de població per edats i sexe el 2009 era:
| Homes | Edats   | Dones |
| ----- | ------- | ----- |
| 0     | 95 o +  | 0     |
| 0     | 90 a 94 | 0     |
| 4     | 85 a 89 | 0     |
| 0     | 80 a 84 | 4     |
| 8     | 75 a 79 | 4     |
| 4     | 70 a 74 | 4     |
| 8     | 65 a 69 | 4     |
| 12    | 60 a 64 | 4     |
| 8     | 55 a 59 | 0     |
| 12    | 50 a 54 | 12    |
| 24    | 45 a 49 | 20    |
| 8     | 40 a 44 | 16    |
| 4     | 35 a 39 | 4     |
| 8     | 30 a 34 | 12    |
| 12    | 25 a 29 | 8     |
| 16    | 20 a 24 | 4     |
| 20    | 15 a 19 | 8     |
| 8     | 10 a 14 | 0     |
| 8     | 5 a 9   | 8     |
| 4     | 0 a 4   | 16    |

## Economia
El 2007 la població en edat de treballar era de 216 persones, 169 eren actives i 47 eren inactives. De les 169 persones actives 162 estaven ocupades (88 homes i 74 dones) i 7 estaven aturades (3 homes i 4 dones). De les 47 persones inactives 19 estaven jubilades, 18 estaven estudiant i 10 estaven classificades com a «altres inactius».

### Ingressos
El 2009 a Villiers-sous-Mortagne hi havia 125 unitats fiscals que integraven 321,5 persones, la mediana anual d'ingressos fiscals per persona era de 17.464 €.

### Activitats econòmiques
Dels 11 establiments que hi havia el 2007, 1 era d'una empresa extractiva, 2 d'empreses de fabricació d'altres productes industrials, 2 d'empreses de construcció, 1 d'una empresa de comerç i reparació d'automòbils, 1 d'una empresa d'hostatgeria i restauració, 1 d'una empresa immobiliària, 2 d'empreses de serveis i 1 d'una empresa classificada com a «altres activitats de serveis».
Dels 3 establiments de servei als particulars que hi havia el 2009, 2 eren fusteries i 1 restaurant.
L'any 2000 a Villiers-sous-Mortagne hi havia 16 explotacions agrícoles que ocupaven un total de 1.221 hectàrees.

## Poblacions més properes
El següent diagrama mostra les poblacions més properes.